# لب درياي لشكو كلاية (كياشهر)
لب دریاي لشکو کلایة (بالفارسية: لب دریا لسکوکلایه) هي منطقة سكنية تقع في إيران في غيلان. يقدر عدد سكانها بـ 791 نسمة .